# Стеффлон Дон
Стефани Виктория Аллен (англ. Stephanie Victoria Allen; род. 14 декабря 1991 года), более известная как Стеффлон Дон (англ. Stefflon Don) — британская рэпер

, певица и автор песен, обрётшая популярность в 2017 году после релиза сингла под названием "Hurtin' Me", который был записан при участии French Montana. Пиковой строчкой для песни в чарте UK Singles Chart стала седьмая строчка. В 2016 году Дон выпустила свой дебютный микстейп Real Thing, а в 2018 Secure. 

## Ранняя жизнь
Дон и её шесть братьев и сестёр родились в Бирмингеме, Великобритания. Сама она имеет ямайские корни. В возрасте шести лет переехала с семьей в Роттердам, Нидерланды, поэтому свободно владеет голландским языком, но в 14 возвращается в Великобританию и поступает в одну из школ Лондона. Петь и писать музыку Аллен начала ещё с начальной школы. Ещё в 9 лет ей удалось записать припев рэперу Unique для песни "Hard Knock Life". В свет трек так и не вышел, но Дон было приятно услышать свой голос на записи. 
До своей музыкальной карьеры Стефани работала парикмахершей и декоратором тортов.

## Личная жизнь
Является сестрой британского рэпера Dutchavelli.
В феврале 2019 года Дон подтвердила, что находится в отношениях с певцом Burna Boy. 

## Награды и номинации
| Год  | Премия               | Номинация                        | Работа       | Результат |
| ---- | -------------------- | -------------------------------- | ------------ | --------- |
| 2017 | MOBO Awards          | Лучшая женщина                   | Она сама     | Победа    |
| 2017 | The Line of Best Fit | Топ-50 лучших песен 2017 года    | "Hurtin' Me" | #10       |
| 2018 | NME Awards           | Лучший новый исполнитель         | Она сама     | Победа    |
| 2018 | BET Awards           | Лучший международный исполнитель | Она сама     | Номинация |